# Acqui Terme
Acqui Terme – miasto i gmina w północno-zachodnich Włoszech (region Piemont, prowincja Alessandria) nad rzeką Bormidą (w dorzeczu Padu) u podnóży Apeninu Liguryjskiego.
Według danych na styczeń 2010 gminę zamieszkiwało 20 449 osób przy gęstości zaludnienia 611,9 os./1 km².
Uzdrowisko z gorącymi źródłami mineralnymi, siarczanymi, będące jednocześnie ośrodkiem turystycznym. Zabytki stanowią: katedra romańska (XI w., przebudowana) oraz zamki (XIV i XV w.). W pobliżu miasta znajdują się ruiny budowli rzymskich, m.in. starożytnego akweduktu.
W mieście jest stacja kolejowa Acqui Terme.

## Bibliografia

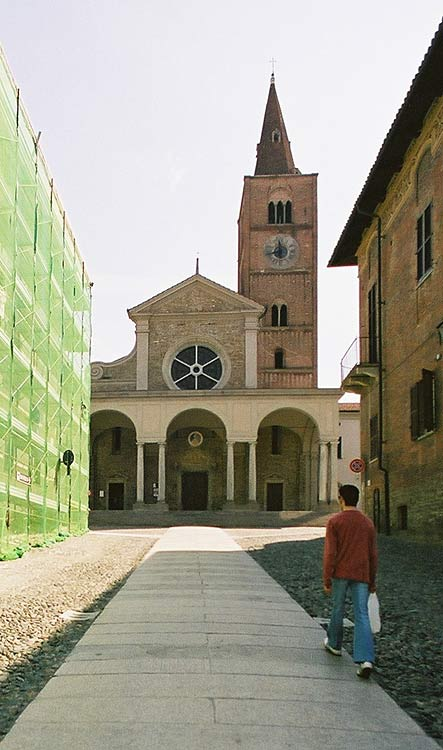
Katedra